# Pare Benet Peñalosa
Benet Peñalosa i Modragón, també conegut com Benedikt Peñalosa i Mondragon, OSB (Granada, 1580 - m. 11 d'agost de 1646 ) va ser un clergue catòlic membre de la congregació benedictina de Montserrat a l'Àustria i a la Bohèmia, vinculada al monestir català de Montserrat.
Entre els anys 1637 i 1646 va ser abat de l'Abadia montserratina d'Emaús de Praga, Txèquia.
Amb ell va començar el període que, popularment, es va conèixer a Txèquia com "els espanyols negres", en referència al color de la vestimenta dels monjos benedictins catalans d'Emmaús, que va durar fins al segle XIX.

## Biografia
El 1631 els benedictins de Montserrat arribaren a la Viena imperial, conduïts pel desig de l’abat de Montserrat, Pere de Burgos, de fundar un monestir al territori designat com a alemany, perquè algunes dels seus territoris, particularment el Regne de Bohèmia, esdevingueren, des del punt de vista religiós, un territori de missió.
La primera temptativa de fundar un monestir a Viena per part dels montserratins no va fructificar, atès que l’enviat benedictí de Montserrat morí aviat. Al seu lloc foren enviats els pares Benet Peñalosa i Ignasi Vicent Royo.
El pare Benet Peñalosa, nascut el 1580 a Granada, entrà a formar part de l'orde benedictí a l'Abadia de Montserrat, a Catalunya.
Fou doctor de Teologia de la Universitat de Sevilla i durant un temps va viure i treballar a Mèxic.
Fou un diplomàtic hàbil, com es pot jutjar pel fet que, tan sols vuit dies després de la seva arribada a Viena, aconseguí audiència amb l'emperador Ferran III del Sacre Imperi Romanogermànic. Amb tot, el seu gran suport fou la mateixa emperadriu, la infanta espanyola Maria Anna d'Àustria, gran devota de la Mare de Déu de Montserrat.
El pare Benet va arribar a Praga el 1631 i no serà fins després de sis anys que l'emperador Ferran III el va promoure al càrrec d'abat de l'Abadia d'Emaús. Juntament amb Benet Peňalosa, tota una comunitat de monjos catalans de Montserrat van arribar a Praga.
Els monjos txecs que hi havia van ser traslladats per l'emperador a monestir prop de l'església de St. Nicolau, prop de la Plaça de la Ciutat Vella de Praga.,
L'1 de juny de 1637, Benet Peñalosa va rebre la benedicció de l'abat de mans del cardenal Harrach, a la Catedral de Praga (Església de Sant Benvingut).
Sota la seva direcció, el monestir d'Emaús va sortir de l'anterior estancament i va revifar i prosperar, estenent la devoció a la Mare de Déu catalana arreu de Txèquia.
Al llarg dels anys, els montserratins van operar importants millores arquitectòniques i de decoració i mobiliari a l'abadia txeca, acollint-se a l'estil barroc. Els monjos alemanys que els van succeir, al segle XIX, van destruir gran part del patrimoni històric i artístic aportat pels catalans.
L'abat Benet va morir l'11 d'agost de 1646.